# Thelypteris semirii
Thelypteris semirii är en kärrbräkenväxtart som beskrevs av Salino och Melo. Thelypteris semirii ingår i släktet Thelypteris och familjen Thelypteridaceae. Inga underarter finns listade.